# Hodlur, Aland
Hodlur là một làng thuộc tehsil Aland, huyện Gulbarga, bang Karnataka, Ấn Độ.